# Johan Anton Bech
Johan Anton Bech (Kopenhagen, 1797 – aldaar, 16 juni 1825) was een Deens kunstschilder, die met name portretten maakte.
Bech doorliep de Kunstacademie in Kopenhagen en werd beïnvloed door Christoffer Wilhelm Eckersberg.

## Werken
Bech was geen productief schilder. Dit kwam mede door zijn zwakke gezondheid en zorgplichten. Hij werd echter wel een bekwaam schilder genoemd. In 1818 maakte hij een portret van prins Christian Frederik, de latere koning Christiaan VIII van Denemarken. In 1813 had hij al eens een kopie geschilderd van het portret dat Friedrich Carl Gröger vervaardigd had.
Enkele portretten van zijn hand:
- Prins Christian Frederik (1818; collectie Fredericia Rådhus)
- Etatsrådinde Marie Kofoed, grootgrondbezitter en filantroop (1822; collectie Bornholms Kunstmuseum)[3][6]
- Barneportræt, zoon van A.W. Moltke (1822; collectie Statens Museum for Kunst)[7][8]
- Christiane Frederikke Moltke, gravin (1822; collectie Frederiksborgmuseum)
- Wilhelmine Rosine Funck, operazangeres. (1823; collectie Teatermuseum)[9]

## Familie
Op 7 december 1821 trouwde hij met Juliane Meyer. Op 2 april 1822 kreeg het paar een dochtertje. Hij overleed op 16 juni 1825. Hij werd begraven in Holmens.

## Galerij

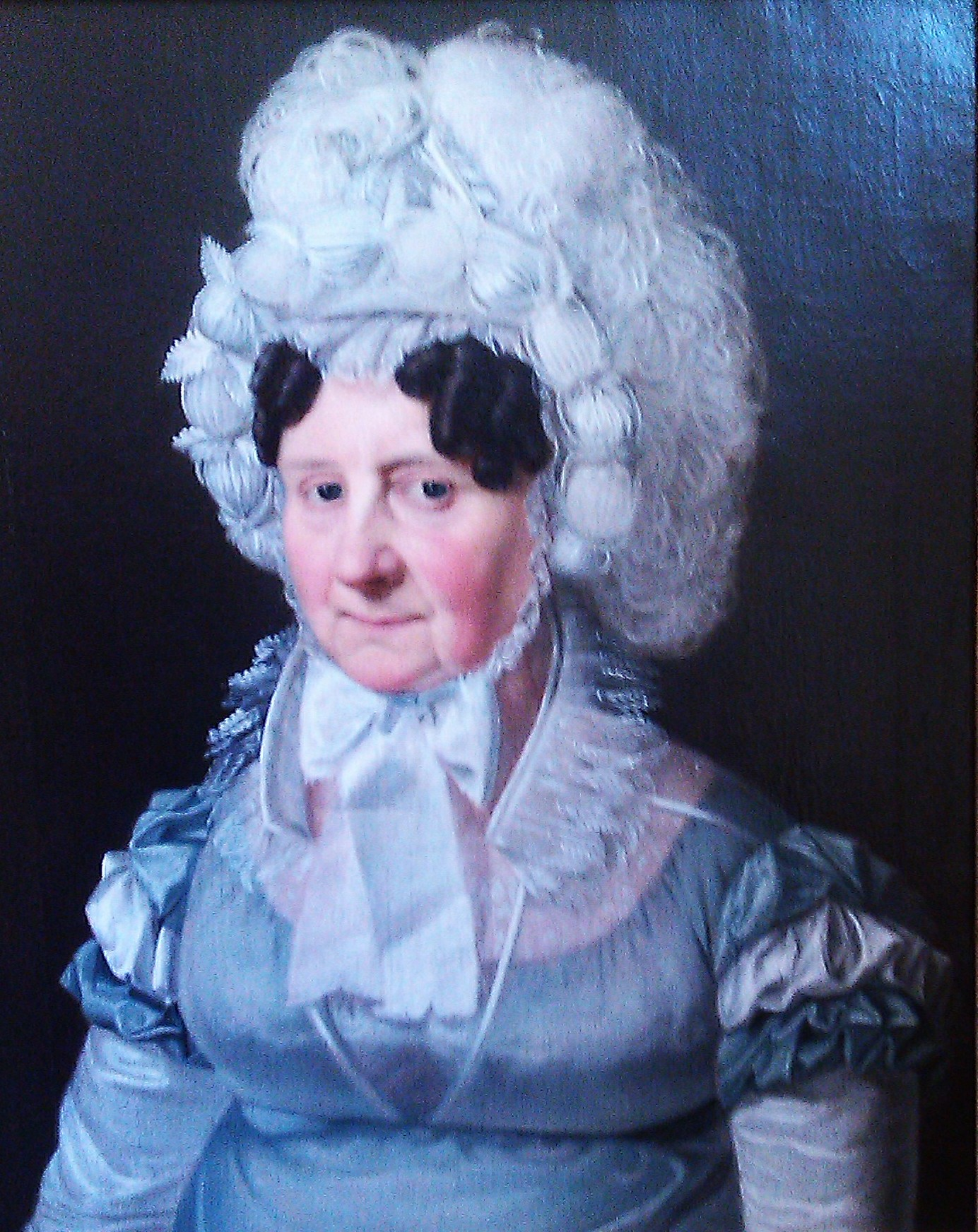
Etatsrådinde Marie Kofoed (1822) Olieverf op doek. 58,5 × 48 cm. collectie Bornholms Kunstmuseum
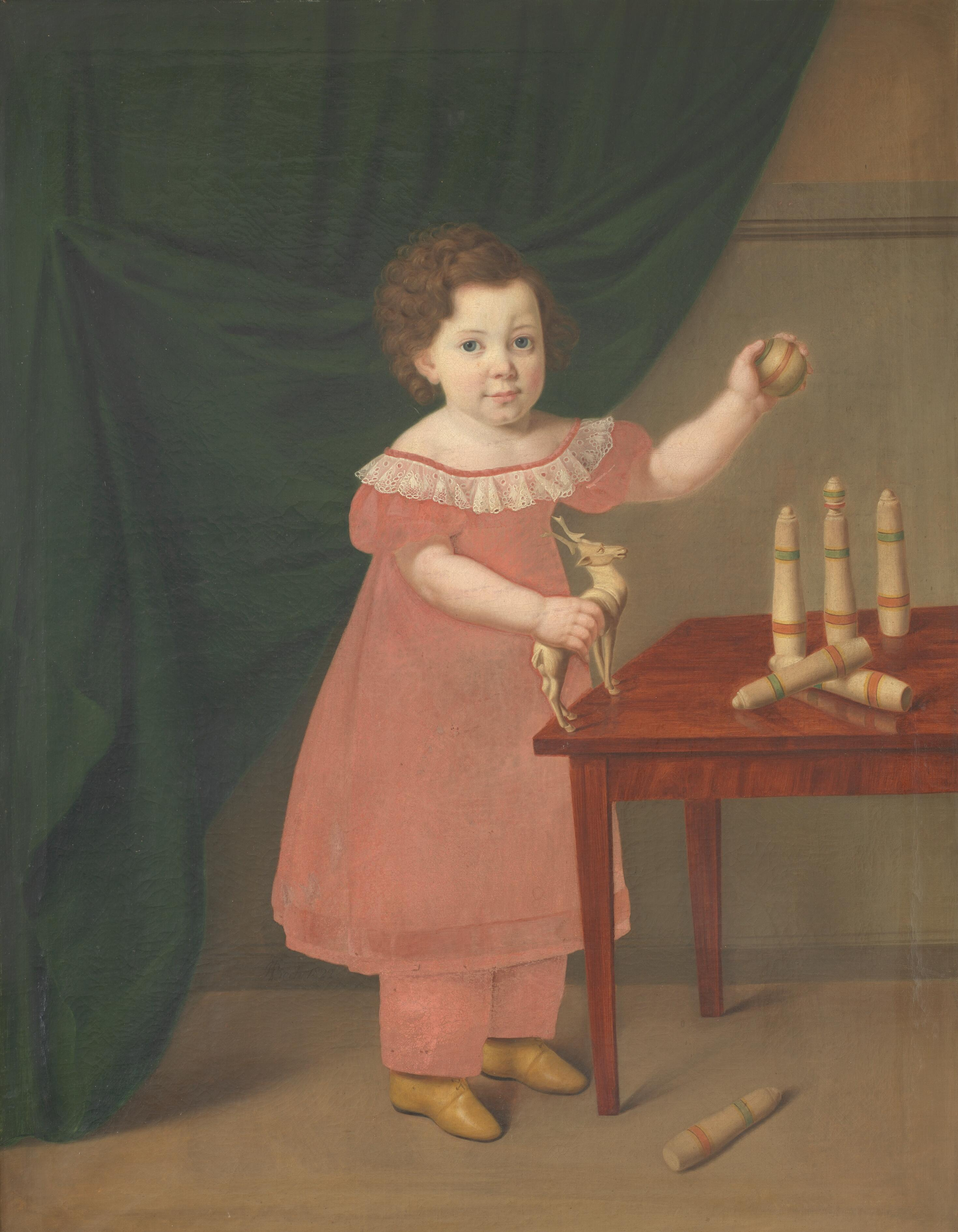
Barneportræt (1822) Olieverf op doek. 104 × 81 cm. collectie Statens Museum for Kunst
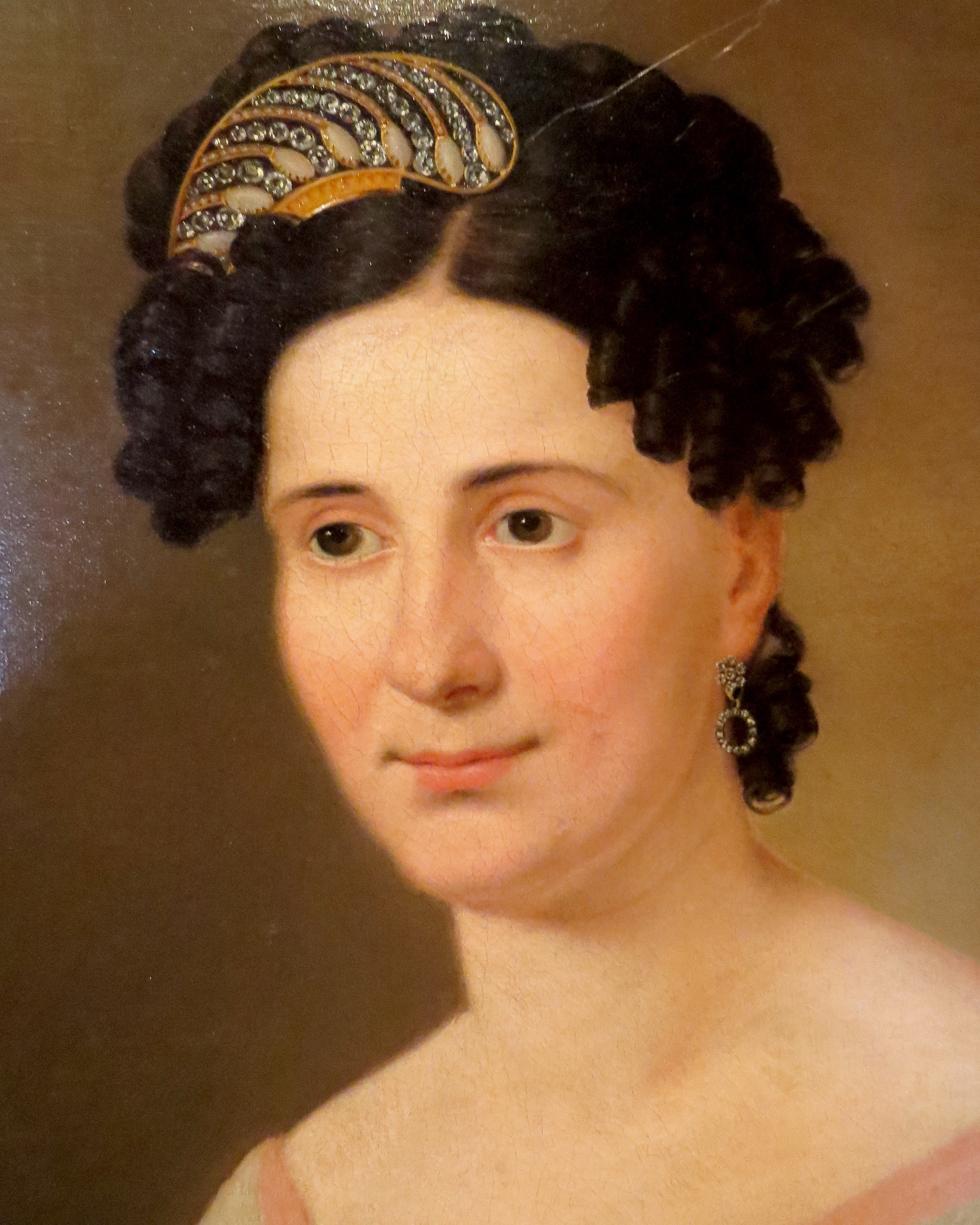
Wilhelmine Rosine Funck (1823) collectie Teatermuseum